# Trou Bricot
Pour les articles homonymes, voir Trou.
Le Trou-Bricot est situé à 2,4 km au nord ouest de Souain-Perthes-lès-Hurlus (Marne). 

## Histoire
Lieu situé dans le camp militaire de Suippes. Le village de Perthes-lès-Hurlus a disparu pendant le conflit la Première Guerre mondiale (1914-1918).

Le Trou-Bricot a été le théâtre de violents combats en février-mars 1915 et septembre 1915 pendant les deux grandes batailles de Champagne.
C'est à nouveau un théâtre de combats lors des contre-offensives Foch de 1918, où le 170e régiment d'infanterie s'illustre notamment.
Les vestiges se trouvant à l'intérieur d'un camp militaire, ils ne sont accessibles que pendant les journées du patrimoine.